# Breydelgebouw

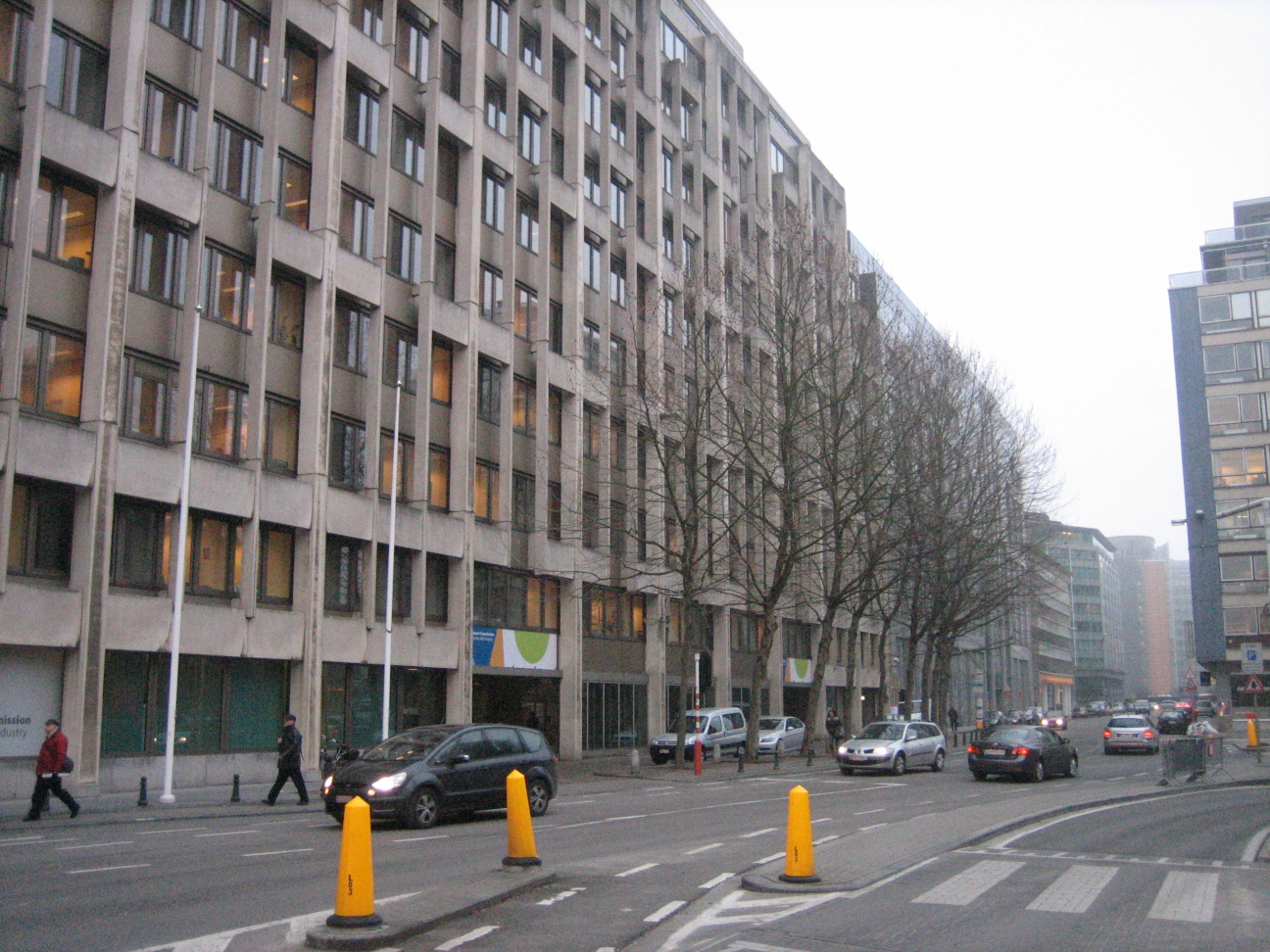
Breydelgebouw in 2009

Het Breydelgebouw is een kantoorgebouw in de Europese wijk van Brussel, België, dat tussen 1991 en 2004 dienst deed als tijdelijk hoofdkwartier van de Europese Commissie.
Jan Breydel was een legendarische Vlaamse leider, bekend van de Guldensporenslag.
De zetel van de Commissie, het symbolische Berlaymontgebouw, was dringend aan renovatie toe door de aanwezigheid van asbest. Er was snel een nieuw gebouw nodig om de voorzitter en zijn college van commissarissen te huisvesten. De kwestie van de locatie van de instellingen van de Europese Unie werd besproken en eventuele vertragingen konden ertoe leiden dat de Commissie zich uit de stad zou terugtrekken.
De bank Bacob had al plannen gemaakt vanwege de snel groeiende behoeften van de Commissie. Het hele blok zou nodig zijn om de 1300 ambtenaren en aanverwante diensten te huisvesten. De projectontwikkelaars hadden, met het oog hierop, een aantal huizen gekocht. Het hoofdgebouw was net op tijd klaar voor de overplaatsing van het personeel van de Commissie eind 1991; de uitbreiding ging door tot in de jaren negentig.
De voorzitter en het grootste deel van de Commissie verhuisden terug naar het Berlaymontgebouw toen de renovatie in 2004 werd voltooid. De Commissie heeft het gebouw gekocht toen het werd betrokken, een van de eerste keren dat zij een gebouw kocht in plaats van het te huren. Het is in 2020 nog steeds een gebouw van de Commissie waarin het directoraat-generaal Interne markt, industrie, ondernemerschap, het midden- en kleinbedrijf en het directoraat-generaal Begroting zijn gehuisvest.
Het gebouw werd ontworpen door André en Jean Polak, die samen met Marc Vanden Bossche en Johan Van Dessel het Berlaymontgebouw ontwierpen. Het duurde slechts 23 maanden om het te bouwen.